# Mouhammad Faye
Mouhammad "Mo" Faye (Dakar, 14 de septiembre de 1985) es un jugador de baloncesto senegalés que actualmente pertenece a la plantilla del Al Rayyan de la D1 de Catar. Con 2,08 metros de altura puede jugar tanto en la posición de alero como en la de ala-pívot. Es internacional absoluto con Senegal, a quien representó en dos ediciones de la Copa Mundial de Baloncesto: 2014 y 2019.

## Inicios
Formado en la SEED Academy de la ciudad Thiès, jugó entre 2002 y 2005 en la National 1 de Senegal. Con el Jeanne d'Arc Dakar levantaría la Copa de Baloncesto de Senegal en 2003, mientras que con el US Rail Thiès ganaría la liga local en 2005, siendo además reconocido como MVP del torneo.
Gracias a su actuación en el Big Man Camp de 2005, consiguió una beca para jugar en el baloncesto universitario estadounidense. Siguió así los pasos de su hermano mayor Assane Faye, que jugó con los New Hampshire Wildcats de la Universidad de Nuevo Hampshire. 

## Universidad
Asistió a la Universidad de Georgia Tech (2005-2008), situada en Atlanta, Georgia, antes de ser transferido en enero de 2008 a la Universidad Metodista del Sur (2008-2010), situada en University Park, Dallas, Texas.

### Georgia Tech

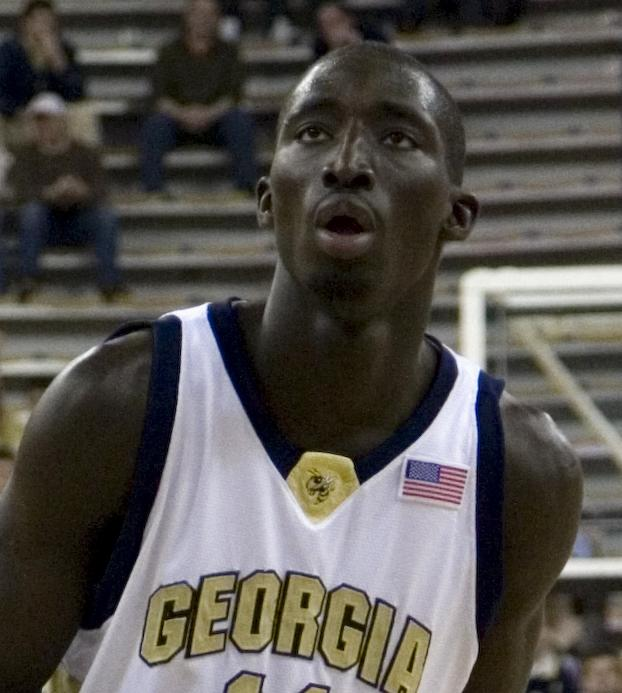
Faye con Georgia Tech en 2006

Debido a un retraso en la traducción de sus expedientes académicos, Faye se perdió su primera temporada y se le autorizó a comenzar a practicar con el equipo en el semestre de otoño de 2006.
En las dos temporadas con los Yellow Jackets disputó un total de 35 partidos (8 como titular), promediando 3 puntos y 2 rebotes en 11,7 min de media.

### SMU
Para su temporada como junior se transfirió a la Universidad Metodista del Sur, incorporándose a los Mustangs. Ese año anotó 10 o más puntos en diez ocasiones, siendo el 2.º máximo reboteador y taponador (13) del equipo, el 2.º con más aciertos de tiros libres (70,3 %), el 3.er máximo anotador y asistente y el 4.º en minutos por partido. Quedó el 18.º de la Conference USA en rebotes y en el torneo de la Conference USA el 14.º en rebotes (5,9) y rebotes ofensivos (4,31).
Durante su temporada final fue el 2.º máximo reboteador y taponador (16) del equipo y el 3.er máximo anotador. En la Conference USA quedó el 22º en anotación y el 18.º en rebotes.
Disputó un total de 51 partidos (36 como titular) entre las dos temporadas que jugó para los Mustangs, promediando 10,1 puntos (34 % en triples), 5,2 rebotes y 1 asistencia en 26,1 minutos de media.

## Trayectoria profesional

### D-League
Tras no ser elegido en el Draft de la NBA de 2010, disputó la NBA Summer League de 2010 con los Dallas Mavericks. Jugó 5 partidos con un promedio de 5,4 puntos y 6 rebotes en 18,4 min de media. 
Disputó la temporada 2010-2011 en la D-League, tras ser elegido en el Draft de la D-League de 2010 (3 ronda, puesto n.º 7) por los Rio Grande Valley Vipers, equipo afiliado a los Houston Rockets. Quedó subcampeón de la D-League tras perder en la final por 2-1 contra los Iowa Energy. Jugó 49 partidos de liga y 8 de play-offs, promediando en liga 9,9 puntos (53 % en tiros de 2 y 38,8 % en triples), 5,4 rebotes, 1,3 asistencias y 1 robo de balón en 24,4 min de media, mientras que en play-offs promedió 12,7 puntos y 6,3 rebotes en 27,2 min de media. A final de temporada fue elegido en el segundo mejor quinteto de rookies de la D-League, en el mejor quinteto de jugadores extranjeros de la D-League por USBasket.com y nombrado jugador extranjero del año de la D-League por USBasket.com.

### Hyères-Toulon Var Basket
Fichó para la temporada 2011-2012 por el Hyères-Toulon Var Basket francés, siendo ésta su primera experiencia en Europa. Jugó 28 partidos en la Pro A, promediando 12 puntos, 5 rebotes, 1,3 asistencias y 1 robo de balón en 30,7 min de media, pero el equipo quedó en la 16.ª y última posición de la tabla y descendió a la Pro B.

### Grecia
En 2012 desembarcó en la A1 Ethniki de Grecia, liga en la que permanecería los siguientes tres años. En su primera temporada, jugando para el Ikaros Kallitheas BC, finalizó como el 3.er máximo reboteador del torneo, mérito que volvería a repetir al año siguiente jugando esta vez para el Panelefsiniakos AOK Eleusina. 
Firmó por el Rethymno Aegean B.C. para la temporada 2014-15. Aunque la campaña de su equipo terminó en los cuartos de final de los playoffs, en lo personal Faye consiguió culminar su participación en el torneo habiendo logrado consagrarse como el máximo reboteador de la temporada. 

### Pallacanestro Varese
Tras estos tres buenos años en Grecia, fichó para la temporada 2015-2016 por el OpenJobMetis Varese italiano. En marzo de 2016 fue suspendido por el equipo tras dar positivo por cannabis en un control antidroga.

### Francia
El 25 de febrero de 2021 firmó un contrato por un semestre con el Boulazac Basket Dordogne de la LNB, la primera categoría del baloncesto francés, procedente del Promitheas Patras B.C..
En los dos años siguientes, Faye permanecería en Francia, pero jugando con equipos de menor categoría: estuvo un año en el Union Rennes Basket 35 de la tercera división y 
un año en el Val de Seine Basket de la cuarta división.

### Al Rayyan
El 1 de marzo de 2023 se anunció la contratación de Faye por parte del club catarí Al Rayyan.

## Selección Senegalesa
Jugó en 2002 con la selección senegalesa sub-18 y en 2004 con selección senegalesa sub-20.
Es internacional absoluto con la selección de baloncesto de Senegal desde 2007, cuando disputó el AfroBasket 2007, celebrado en Luanda, Angola, donde Senegal quedó en 9.ª posición. 
En mayo de 2009 fue convocado para disputar los dos partidos de clasificación para el AfroBasket 2009, que fueron contra la selección de baloncesto de Malí, consiguiendo Senegal clasificarse. Tuvo un promedio en los dos partidos de 12 puntos y 4,5 rebotes. En el torneo, disputado en Libia entre las ciudades de Bengasi y Trípoli, los senegaleses terminaron en la 7.ª posición. Faye fue el máximo anotador de su equipo.
Posteriormente también representaría a su país en los Afrobasket de 2011, 2013, 2015 y 2017.
Participó en la Copa Mundial de Baloncesto de 2014 celebrada en España, donde Senegal quedó en 16.ª posición. Jugó 6 partidos con un promedio de 11,2 puntos (32,1 % en triples), 3,7 rebotes 1,3 robos de balón en 28 min de media, siendo el 2.º máximo anotador de su selección y el 3.er reboteador.